# Desmocaris bisliniata
Desmocaris bisliniata is een garnalensoort uit de familie van de Desmocarididae. De wetenschappelijke naam van de soort is voor het eerst geldig gepubliceerd in 1977 door Powell.